# Enicospilus brenesiae
Enicospilus brenesiae là một loài tò vò trong họ Ichneumonidae.